# St. Elisabeth (Ebratshofen)

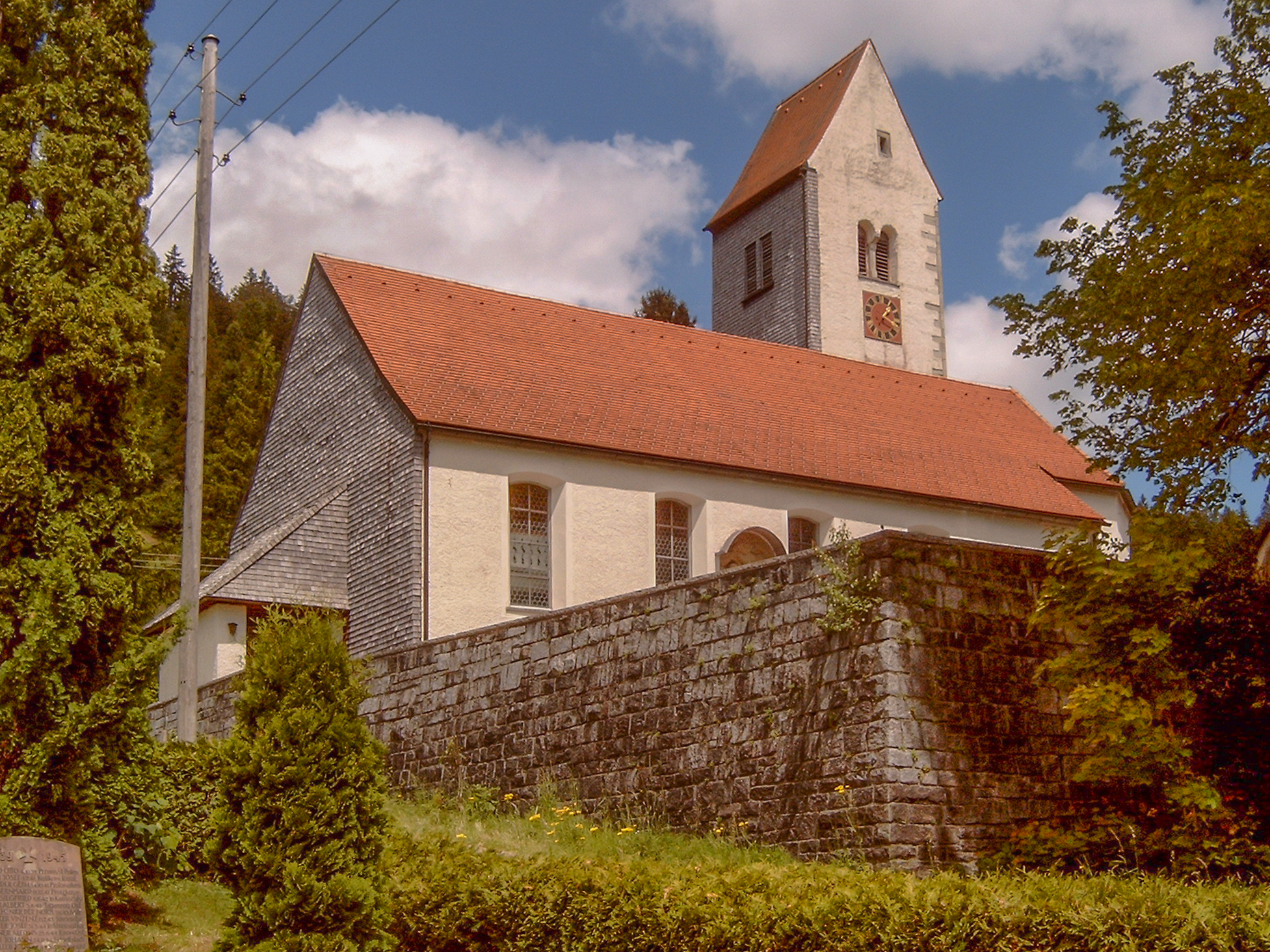
St. Elisabeth in Ebratshofen

Die römisch-katholische Pfarrkirche St. Elisabeth steht in Ebratshofen, einem Gemeindeteil von Grünenbach im bayerisch-schwäbischen Landkreis Lindau (Bodensee) in Bayern. Das denkmalgeschützte Bauwerk ist in der Liste der Baudenkmäler in Grünenbach unter der Nummer D-7-76-113-13 eingetragen. Die Kirchengemeinde gehört zum Dekanat Lindau des Bistums Augsburg.

## Beschreibung
Die Saalkirche besteht aus einem Langhaus und einem eingezogenen, dreiseitig geschlossenen Chor im Osten, die im 15. Jahrhundert gebaut wurden. Die unteren Geschosse des Chorflankenturms an der Nordwand des Chors sind bereits im 13./14. Jahrhundert entstanden. Die Kirche wurde 1732 verändert. Der Turm wurde aufgestockt und quer mit einem Satteldach gedeckt. Sein oberstes Geschoss beherbergt hinter den als Biforien gestalteten Klangarkaden den Glockenstuhl mit vier Glocken. Im Geschoss darunter ist die Turmuhr untergebracht. 
Der Innenraum des Langhauses ist mit einem Stichkappengewölbe überspannt. Die Fresken und die Kreuzwegstationen stammen von Jakob Huwyler II.  Die Kirchenausstattung wurde 1920/22 im Stil des Neobarock erneuert. Noch zur alten Ausstattung gehört das Altarblatt des linken Seitenaltars (vor 1740), auf dem Benedikt Gambs die Kirchenpatronin Elisabeth von Thüringen dargestellt hat.